# Dayakus
Dayakus – rodzaj chrząszcza z rodziny sprężykowatych, stworzony w 1893 przez Candèze jako rodzaj monotypowy: zawierał on bowiem jedynie Dayakus angularis Candèze, 1893. Podobnie widział tę sprawę Schenkling. Basilewsky natomiast zsynonimizował ten rodzaj z utworzonym wcześniej, zawierającym 2 afrykańskie gatunki Eupsephus. Kolejne gatunki opisał w 1970 Cobos. W rezultacie rodzaj liczy 6 gatunków, zamieszkujących prócz Afryki (Kenia, Tanzania, Demokratyczna Republika Konga) także Borneo (gatunek typowy).
Grupę siostrzaną stanowi dlań Achrestus flavocinctus.